# Unità 42
Unità 42 (Unité 42) è una serie televisiva belga creata da Julie Bertrand, Annie Carels e Charlotte Joulia. Viene trasmessa dal 19 novembre 2017 sul canale La Une.
Il 22 dicembre 2017, RTBF ha rinnovato la serie per una seconda stagione, trasmessa a dicembre del 2019.
In Italia, la serie viene distribuita su Netflix dal 14 giugno 2019.

## Trama
La serie racconta i casi su cui deve indagare una squadra di polizia per combattere la criminalità informatica.

## Episodi
| Stagione         | Episodi | Prima TV Belgio | Distribuzione Italia |
| ---------------- | ------- | --------------- | -------------------- |
| Prima stagione   | 10      | 2017            | 2019                 |
| Seconda stagione | 10      | 2019            |                      |

## Personaggi e interpreti
- Samuel Leroy, interpretato da Patrick Ridremont doppiato da Alessandro Burioni. È il caposquadra dell'Unità 42, vedovo ed inesperto della criminalità informatica.
- Billie Webber, interpretata da Constance Gay doppiata da Elena Perino. È l'hacker che fa parte del gruppo dei white hat.
- Bob Franck, interpretato da Tom Audenaert doppiato da Gianluca Crisafi. È un poliziotto dell'Unità 42.
- Nassim, interpretato da Roda Fawaz doppiato da Marco Vivio. È un ex hacker di origine iraniano.
- Alice, interpretata da Danitza Athanassiadis. È il medico legale ed è sordo-muta. Con i colleghi parla con il linguaggio dei segni belga.
- Hélène Theunissen, interpretata da Hélène Janssen doppiata da Emanuela Baroni. È il capo della polizia federale belga.